# José Eugenio Guzmán Irarrázaval
José Eugenio Guzmán Irarrázaval (Santiago, 6 de septiembre de 1841 - 16 de septiembre de 1909), fue un agricultor y senador chileno.

## Primeros años de vida
Fue hijo de don José Manuel Guzmán Echeverría y doña Tránsito Irarrázaval Palazuelos. Estudió en el Instituto Nacional y luego prosiguió su educación en París, donde aprendió arte, ingeniería y agrimensura. 

### Matrimonio e hijos
Contrajo matrimonio con Rosa Montt Montt (25 de agosto de 1846 - 20 de junio de 1918), hija de Manuel Montt Torres y de Rosario Montt Goyenechea, con la cual tuvo 6 hijos que fueron:
- Inés (7 de mayo de 1872 - 8 de octubre de 1936).
- Elena (27 de mayo de 1873 - 13 de agosto de 1942).
- Eugenio (24 de junio de 1875 - 21 de marzo de 1922).
- Roberto (8 de junio de 1876 - 9 de enero de 1942).
- Manuel (1877 - 23 de febrero de 1924).
- Jorge Guzmán Montt (2 de febrero de 1879 - 4 de diciembre de 1935).[2]

## Vida privada
Regresó al país para dedicarse a la agricultura y la producción vitivinícola en el valle central. El año de 1898, compra las tierras de apoquindo, que se conformaba de unas 700 cuadras, de las cuales 200 eran regadas y las otras 500 eran de pastoreo montañoso. Refaccionó y modernizó la casa, plantó viñas y puso lechería.  Esta casa de apoquindo se transformó en su vivienda preferida de verano. La bautizó con el nombre de Santa Rosa por su señora esposa. Además tenía tierras en Quillota y Santiago, lo cual incrementó notablemente con su trabajo agrícola, llegando a transformarse en uno de los mayores hacendados de finales del siglo XIX.

## Vida política
Militante del Partido Liberal, por el cual fue elegido Senador por la provincia de Coquimbo (1900-1906), integrante de la comisión permanente de Gobierno y Relaciones Exteriores.